# Chiesa di Nostra Signora de La Salette
(Mauro Quercioli)
La chiesa di Nostra Signora de La Salette è un luogo di culto cattolico di Roma, situato nel quartiere Gianicolense, in piazza Madonna de La Salette.

## Storia
Essa fu costruita tra il 1957 ed il 1965 su progetto dagli architetti Vivina Rizzi e Ennio Canino e dedicata alla Madonna de La Salette.
La chiesa è sede parrocchiale, istituita il 18 giugno 1957 con il decreto del cardinale vicario Clemente Micara Neminem quidem fugit, ed affidata ai missionari di Nostra Signora di La Salette, che ne sono i proprietari. Essa inoltre è sede del titolo cardinalizio di "Nostra Signora de La Salette", istituito da papa Paolo VI il 29 aprile 1969.

## Descrizione

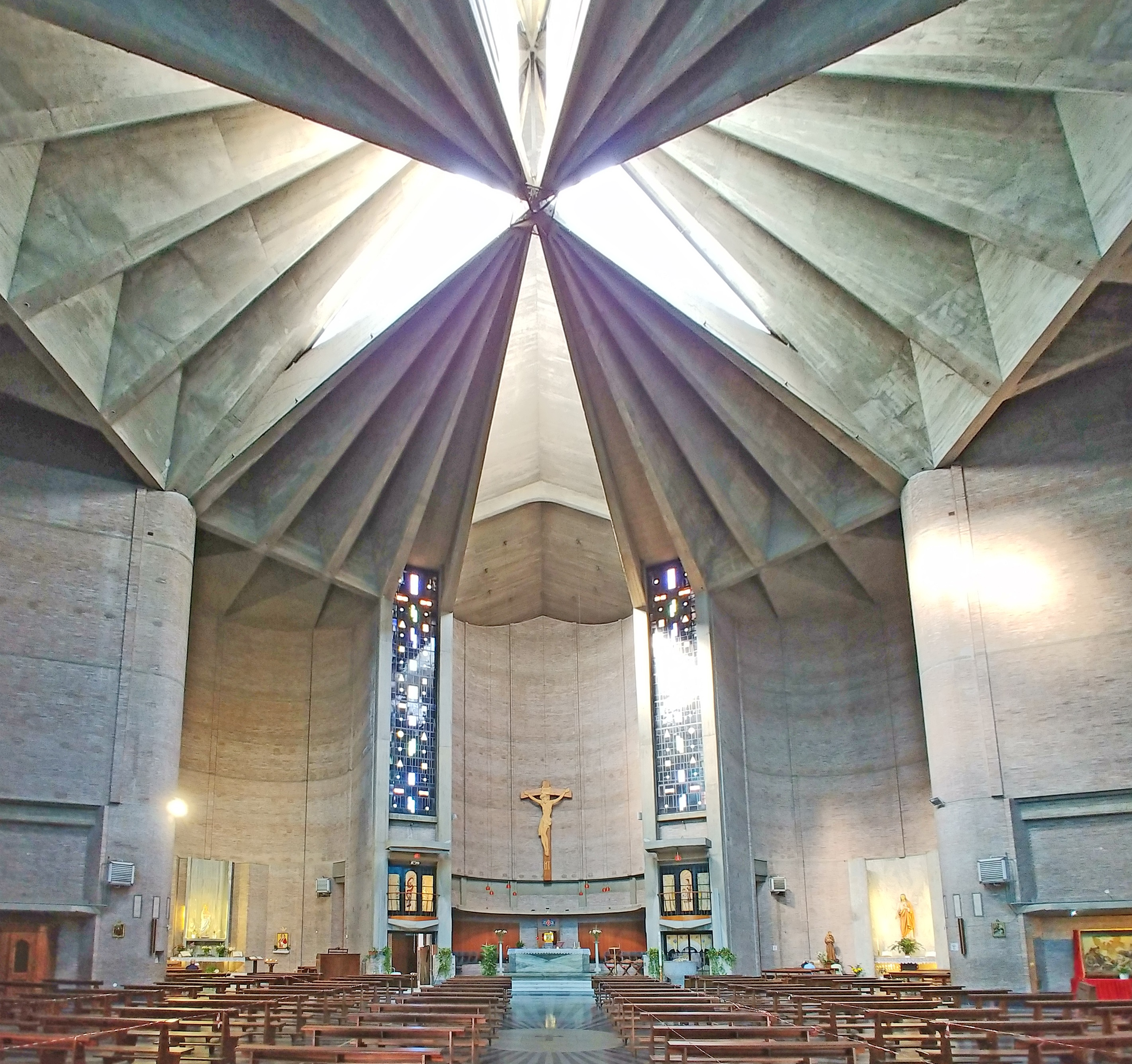
Interno

L'esterno è preceduto da un'ampia scalinata che dà accesso al tempio. La facciata è suddivisa in due terrazzamenti: sul primo è posta l'entrata; il secondo si caratterizza per alte vetrate che fanno da sfondo alla statua della Madonna titolare, apparsa nel 1846 a La Salette in Francia, su cui aggetta una specie di alto baldacchino in cemento armato. La chiesa è affiancata da un campanile a base triangolare, alto 52 metri.
L'interno è a pianta centrale con pareti in laterizio che convergono in modo sinuoso verso l'unico altare. La pianta ellittica lobata è «basata su continui innesti curvilinei, generatori di volumi plasticamente espressivi e strutturalmente liberi, pur nella evidente unità concettuale e nell'inconfondibile caratterizzazione funzionale».
Sulla cantoria in controfacciata si trova l'organo a canne, costruito nel 1952 per la chiesa di Sant'Anselmo all'Aventino e trasferito nella sede attuale nel 1996; a trasmissione elettrica, dispone di 32 registri su tre manuali e pedale.